# Schnurrbart

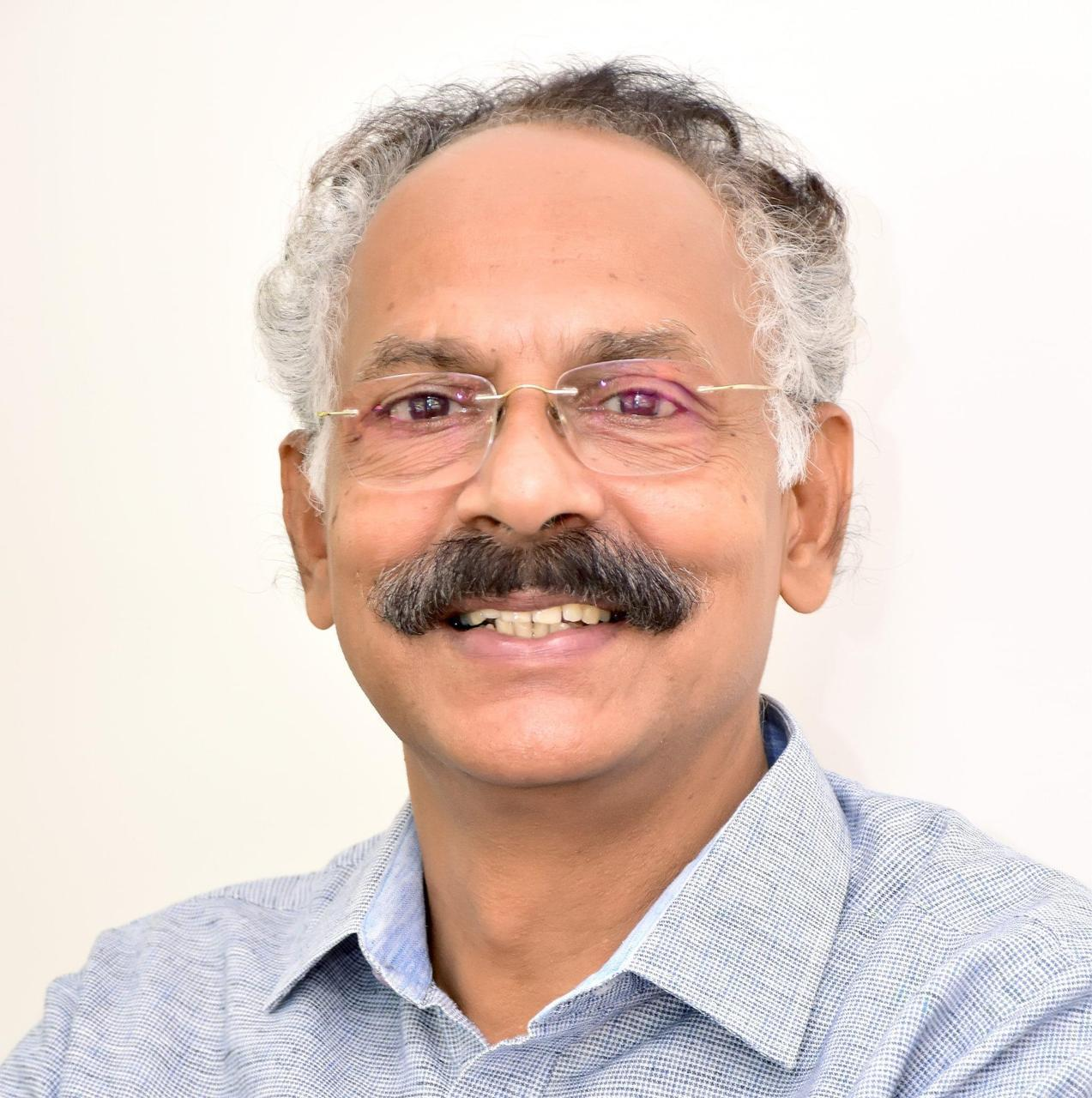

Ein Schnurrbart (englisch und französisch moustache) ist ein Bart, der sich ausschließlich aus über der Oberlippe wachsenden Haaren speist. Die Mode, den Bart auf diese Weise zu tragen, ist durch archäologische Funde bis ins Altertum nachweisbar.

## Schnurrbartarten
Einen dicken Schnurrbart nennt man Schnauzbart. Wächst der Schnauzbart nur zwei bis drei Zentimeter breit ausschließlich unmittelbar unter der Nase, handelt es sich um einen Bürsten- oder Zweifingerbart. Dünne, elegante Schnurrbärte werden als Bleistiftbart oder Menjou-Bärtchen bezeichnet.
Zwirbelbärte sind Schnurrbärte, deren Enden über den Oberlippenbereich hinausragen. Zu ihnen zählen der Fu-Manchu-Bart, der Kaiser-Wilhelm-Bart und der Dalí-Bart.

### Einfache Schnurrbärte
| Bild | Bezeichnung | Beschreibung | Bekannte Träger |
| ---- | --- | --- | --- |
|      | Schnauzbart (auch: Schnäuzer); Umgangssprachliche Bezeichnungen sind Bürste, Schnauzer, Schnorres, Schnorrati, Sör, Rotzbremse, Schnurri, Popelfänger oder auch Pornobalken, regionale Ausdrücke sind Schnäuzer und Schnurres und in der Deutschschweiz heißt der Schnurrbart Schnauz. | Dicke, buschige Variante des Schnurrbarts (entscheidend ist aber, dass sich der Bart weiterhin ausschließlich aus Oberlippenhaaren speist, sonst liegt ein dicker Mongolenbart vor)                                                                                                 | Friedrich Nietzsche, Giacomo Puccini, Albert Einstein, Thomas Mann, Stefan Zweig, Elias Canetti, Richard Strauss, Edward Elgar, Josef Stalin, Neville Chamberlain, Anthony Eden, Edvard Beneš, Georges Brassens, Willy Millowitsch, Willy Harlander, Tom Selleck, Dieter Zetsche                                                                                   |
|      | Bleistiftbart (auch: Clark-Gable-Bart) | Dünne, elegante Variante des Schnurrbarts; bei Verlängerung der Enden über die Mundwinkel hinunter wird der Bleistift- zum Fu-Manchu-Bart (entscheidend ist aber, dass sich der Bart weiterhin ausschließlich aus Oberlippenhaaren speist, sonst liegt ein dünner Mongolenbart vor) | Clark Gable, Gustav Stresemann, David Niven, Errol Flynn, George Orwell, Rudolph Moshammer |
|      | Fliege (auch Zweifinger-, Hitler- oder Chaplin-Bart) Im 19. Jahrhundert wurde er auch als „Zahnbürstenbart“ bezeichnet, im Englischen ist die Bezeichnung „toothbrush moustache“ heute noch gebräuchlich.                                                                              | Schmaler Schnurrbart ausschließlich direkt unterhalb der Nase, beliebt in den 1920er-Jahren, seither wegen seiner ikonografischen Verbindung mit Hitler weitgehend geächtet. | König Friedrich I. in Preußen, Markgraf Philipp Wilhelm von Brandenburg-Schwedt, Adolf Hitler, Otto Frank, Ferdinand Sauerbruch, Charlie Chaplin, Oliver Hardy, George Orwell (vor Ausbruch des 2. Weltkriegs), Wilhelm Pieck, Hermann Obrecht, Paul Chaudet, Genrich Jagoda, Jitzchak Schamir, Robert Mugabe, Abdalá Bucaram, Romanfigur Humbert Humbert (Lolita) |

### Zwirbelbärte
| Bild | Bezeichnung | Beschreibung | Bekannte Träger |
| ---- | --- | --- | --- |
|      | Menjou-Bärtchen | ausrasiertes Philtrum, abgeteilt in zwei Dreiecke mit geraden Schnittkanten, Oberseiten abfallend, untere Schnittkante waagerecht, äußere Enden leicht gezwirbelt, schmal bis mittelbreit | Adolphe Menjou, Salvador Dalí (zeitweise und in verschiedenen Variationen) |
|      | Langer, an den Enden nach unten gebogener Schnauzbart (struppige und/oder ungepflegte Varianten bezeichnet man auch als Walrossbart) | Langer, gezwirbelter Schnauzbart (dicker Schnurrbart), dessen Enden seitlich des Mundes bogenförmig oder senkrecht nach unten abfallen; Kräftiger als der Fu-Manchu-Bart; der Unterschied zum (dicken) Mongolenbart ist, dass sich dieser Bart ausschließlich aus (langem) Oberlippenhaar speist, die Stellen unterhalb des Mundes dagegen rasiert sind. | Otto von Bismarck, Theodor Fontane, Theodore Roosevelt, Heinrich George, Albert Schweitzer, Georges Clemenceau, Lech Wałęsa, Wolf Biermann, Günter Grass, Janosch, Heiner Brand, Danny Trejo, David Crosby |
|      | Kaiser-Wilhelm-Bart | Langer, gezwirbelter Schnauzbart (dicker Schnurrbart), dessen Enden seitlich des Mundes bogenförmig nach oben gedreht werden; Kräftiger als der Dalí-Bart. Damit der Bart seine Form nicht verlor, trug man über Nacht eine hinter den Ohren zu befestigende Bartbinde. Außerdem befeuchtete man ihn mit der vom Hoffriseur des Kaisers, François Haby, entwickelten Barttinktur der Marke Es ist erreicht, wonach der Bart seinen Namen Es-ist-erreicht-Bart erhielt. Als Kaiser-Wilhelm-Bart wird teilweise auch eine Kombination aus Schnauz- und Backenbart bezeichnet (nach Kaiser Wilhelm I.). | Henry Morgan, Kaiser Wilhelm II., Erzherzog Franz-Ferdinand von Österreich, Paul von Hindenburg, Ferdinand von Zeppelin, Ingo Lenßen, Horst Lichter                                                        |
|      | Dalí-Bart | Langer, gezwirbelter Bleistiftbart (dünner Schnurrbart), dessen Enden seitlich des Mundes bogenförmig nach oben gedreht werden; dünner als der Kaiser-Wilhelm-Bart und das Menjou-Bärtchen. Bei einer Variante ist ein breiteres Stück um das Philtrum freirasiert. | Salvador Dalí |
|      | Fu-Manchu-Bart | Langer, gezwirbelter Bleistiftbart (dünner Schnurrbart), dessen Enden seitlich des Mundes bogenförmig oder senkrecht nach unten abfallen: der Unterschied zum (dünnen) Mongolenbart ist, dass sich der Fu-Manchu-Bart ausschließlich aus (langem) Oberlippenhaar speist, die Stellen unterhalb des Mundes dagegen rasiert sind. | Filmfigur Fu Manchu |

## Schnurrbartpflege
Die Schnurrbartpflege ist ein Teil der Kosmetik beim Mann. Sie umfasst das Rasieren oder Schneiden der Barthaare und das Frisieren.
Für manche Arten des Schnurrbartes spielt die Bartwichse eine wichtige Rolle. Sie dient sowohl zum Formen als auch zum Zwirbeln (Eindrehen von größeren Schnurrbärten). Festigung kann mit einer nachts zu tragenden Bartbinde erzielt werden.

## Sonstiges
- Sizilianische Einwanderer in die Vereinigten Staaten, welche die Amerikanische Cosa Nostra begründeten, trugen häufig einen markanten Oberlippenbart, weshalb sie von jüngeren Mafiosi später als Mustache Petes (en: Oberlippenbart = mustache) bezeichnet wurden, auch wenn sie gar keinen Bart (mehr) trugen.
- Im Jahr 1974 erregte der bekannte Tagesschau-Sprecher Karl-Heinz Köpcke einen kleinen öffentlichen Skandal, als er sich mit einem Schnurrbart im Fernsehen zeigte. Wegen der vielen negativen Zuschauerreaktionen rasierte er ihn kurz darauf wieder ab.
- Besondere Aufmerksamkeit genießt der buschige Schnurrbart des ehemaligen Handball-Bundestrainers Heiner Brand. Nach dem Gewinn der Handball-Europameisterschaft 2004 ließ sich Brand, wie angekündigt, seinen Bart abrasieren. Nachdem sie 2007 den Weltmeistertitel errungen hatten, zeigten sich die Nationalspieler mit angeklebten Brand-Schnurrbärten.